# El padre de Caín (novela)
El Padre de Caín es una novela escrita por Rafael Vera Huidobro, subsecretario del Ministerio del Interior durante el primer gobierno de Felipe González y condenado por terrorismo de Estado. La novela fue publicada el 30 de junio de 2009.
El título de la novela hace referencia a la parábola bíblica del Génesis, primer libro del antiguo testamento, Caín y Abel en la que Caín primogénito de Adán y Eva asesinó a su hermano Abel por celos.

## Argumento
El Padre de Caín es una novela ambientada en el País Vasco donde el grupo terrorista ETA actuaba de manera constante mediante atentados, asesinatos y extorsiones durante la década de los 80 y de los 2000. La novela también refleja el desempeño de las funciones de las fuerzas y cuerpos de seguridad del estado durante los años de plomo. Eloy, teniente de la Guardia Civil, elige cómo destino la ciudad de San Sebastián para luchar contra el terrorismo desde el Cuartel de Intxaurrondo dejando a Mercedes, su mujer embarazada en Madrid. En el cuartel trabajará con el Coronel Enrique Rodríguez Galindo, el Capitán Altuna o el sargento Enrique Delgado entre otros mandos y conocerá a Begoña, la dueña del Hostal donde se alojará durante su estancia en Euskadi bajo una identidad falsa para no levantar sospechas sobre su verdadera profesión. Eloy se verá envuelto en una vorágine de muerte, angustia y pasión cuyas consecuencias le marcarán de por vida.

## Personajes principales
- Eloy. Es el teniente de la guardia civil destinado al cuartel de Intxaurrondo ubicado en San Sebastián. Es el hijo de Don Antonio, teniente de la guardia civil retirado. Está casado con Mercedes, a la que conoce desde que eran niños porque los dos vivían en las casas cuartel del barrio madrileño de Tetúan. En Intxaurrondo apoyará a sus compañeros en la lucha contra el terrorismo de ETA y allí conocerá a Begoña, la dueña del hostal donde se alojará. Eloy es el padre de Daniel y Carmen, hijos que tuvo con Mercedes y de Ander, fruto del affaire que tuvo con Begoña durante su estancia en el País Vasco.  En 1983, se traslada definitivamente a Madrid tras la propuesta del Coronel Castaño para incorporarse como capitán a la Unidad de Servicios Especiales y a la UCE-1 (Unidad Central Especial número 1), encargada de la lucha antiterrorista del Servicio de Información de la Guardia Civil (SIGC).
- Begoña. Begoña es la dueña del hostal La Bella Neskita donde se alojará Eloy con una identidad falsa. El nombre del hostal se lo pusieron los compañeros de Eloy porque neskita significa niña en euskera. Begoña heredó el negocio de su padre, cocinero del Asador Kaialde en Fuenterrabía y trabaja en el hostal con su tía Itziar,quien la ayuda a regentar el hostal como ama de llaves. Tras la llegada de Eloy al hostal, comenzará una amistad que se convertirá en romance del que nacerá Ander.
- Mercedes. Es la mujer de Eloy, a quien conoce desde que eran niños y vivían con sus familias en las casas cuartel de Tetúan. Comenzaron su relación en 1976, se casaron en 1981 en Madrid y meses después se quedó embarazada de Daniel. También será madre de una niña junto a Eloy, a la que llamarán Carmen. Tras la marcha de Eloy al País Vasco, ella se quedará sola en Madrid.
- Daniel. Es el primer hijo de Eloy y Mercedes que ingresó en la Academia de Oficiales de la guardia civil localizada en Valdemoro para formarse y así poder continuar la trayectoria familiar en el cuerpo. Tras cumplir dieciocho años y haber cumplido su formación en Madrid, elige al igual que su padre Euskadi como destino donde tras un mes preceptivo en la ikastola de Fuenterrabía para desempeñar sus funciones como guardia civil, será asesinado en un atentado cerca de la localidad de Hernani durante una patrulla rutinaria junto a dos compañeros, los cuáles sólo resultaron heridos.
- Ander. Es el hijo de Eloy y Begoña fruto del romance que mantuvieron durante la estancia de Eloy en el País Vasco, hermano por parte de padre de Daniel y Carmen. Ander fue educado en una ikastola, pero a raíz de frecuentar ambientes relacionados con la izquierda abertzale le llevaron a cometer actos vandálicos teniendo finalmente que huir a Francia por su vinculación con ETA. Ander y Eloy se conocerán en el Caserío de Ataún, segunda residencia de la familia de Begoña y escondite del comando al que pertenece tras su desarticulación.
- Enrique Delgado. Es el sargento y segundo de Eloy desde que llega al Cuartel de Intxaurrondo y cuenta con una gran trayectoria en la lucha contra el terrorismo de ETA ya que lleva destinado en San Sebastián desde los 29 años. Desde que salió del cuartel de la guardia civil de Valdemoro ha realizado tareas de seguimiento, vigilancia, registros e interrogatorios en los pueblos de Guipúzcoa y zonas vasco- francesas. Está casado con Eulalia y reside en una de las casas cuartel de Intxaurrondo junto a su mujer y sus dos hijos.
- Capitán Altuna. Es uno de los mandos encargado de las negociaciones con el grupo terrorista durante la estancia de Eloy en el País Vasco. A pesar de ser originario de Murcia, ha pasado toda su vida en Euskadi y es habitante del barrio de Amara.
- Patrick. Es el inspector de los servicios de Información de la Policía francesa y enlace de información con la policía española sobre los movimientos de ETA en Francia, lugar de refugio para el grupo terrorista. El inspector Patrick, nacido en Bayona, será un personaje fundamental para los mandos del Cuartel de Intxaurrondo.
- Enrique Rodríguez Galindo. El coronel Enrique Rodríguez Galindo es uno de los personajes de la obra que si existió realmente. A pesar de que en realidad fue ascendido a general de brigada, en la obra se le presenta como el coronel Enrique Rodríguez Galindo.[6] Eloy había coincidido con él un año antes en la Academia de oficiales de la guardia civil de Aranjuez, en una de las visitas donde daba charlas a los alumnos y reclutar voluntarios para luchar contra el terrorismo de ETA en el País Vasco. Estuvo al frente del Cuartel de Intxaurrondo tras convertirse en centro de la lucha contra el terrorismo y uno de sus mayores logros fue la desarticulación de la cúpula de ETA en la localidad francesa de Bidart, de la que formaban parte etarras como Francisco Mújica Garmendia, José Luis Álvarez Santacristina y José María Arregui Erostarbe.El obispo José María Setién en la inauguración de la masía protegida Julian Lizardi.

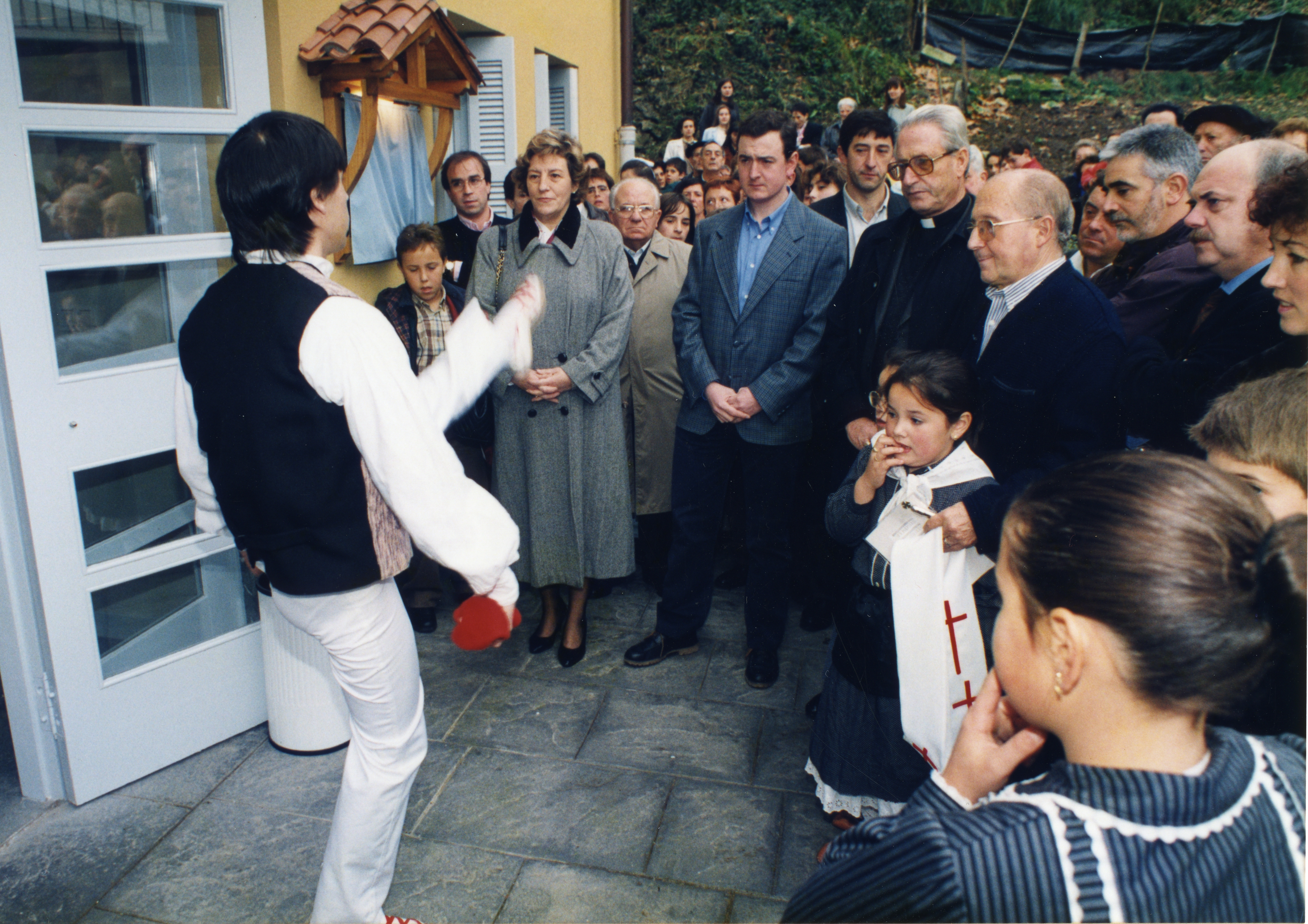
El obispo José María Setién en la inauguración de la masía protegida Julian Lizardi.

- Coronel Castaño. Antiguo subordinado de Don Antonio, además de uno de sus amigos y veterano en la lucha contra el terrorismo. Antes de marchar a San Sebastián, Eloy se reúne con él para recibir las primeras lecciones sobre el terrorismo, la lucha contra él y conocer el ambiente que se da en Intxaurrondo.
- Jose María Setién. Es el obispo de San Sebastián, conocido por su radical tendencia nacionalista y apoyo a ETA. En la obra, se niega a celebrar el funeral en la iglesia del Buen Pastor, catedral de San Sebastián,  de los cabos asesinados en el Cuartel de Irún.
- 'Leopoldo Calvo Sotelo.' Fue nombrado presidente del gobierno tras la dimisión de Adolfo Suárez y en la obra aparece en un capítulo, ya que decide asistir al funeral de los cabos asesinados en el Cuartel de Irún tras casi un año en el cargo. Tras la tensión en el velatorio de los cabos y las amenazas de un posible atentado contra él, las autoridades recomendaron que suspendiera su viaje y finalmente no asistiera a los funerales.
- Eulalia. Es la mujer del sargento Delgado, ama de casa, originaria de Burgos que vive junto a su marido y sus dos hijos en el pabellón familiar del Cuartel de Intxaurrondo.

### Personajes secundarios
- Itziar. Es la tía de Begoña y ama de llaves del hostal que regenta su sobrina.
- Arantzazu. Es la segunda hija de Begoña, hermana de Ander y trabaja como recepcionista del hostal con su madre, donde Eloy la conocerá tras regresar al País Vasco al conocer el aviso de Begoña.
- Doña Mercedes. Es la madre de Mercedes, la mujer de Eloy, vivía junto a su hija y su marido en las casas cuartel del barrio madrileño de Tetúan.
- Don Alfonso. Es el padre de Mercedes, la mujer de Eloy y guardia civil retirado, vivía junto a su mujer y su hija en las casas cuarteldel barrio madrileño de Tetúan.[7]
- Don Antonio. Es el padre de Eloy, originario de Málaga, cuya familia estaba vinculada a ambientes liberales lo que le llevó a alistarse en el ejército para combatir durante la Guerra Civil hasta que el bando franquista venció en la guerra y  Don Antonio fue destinado como jefe de la comandancia en Asturias para reprimir los movimientos sindicales clandestinos  en torno a las cuencas mineras y los cinturones industriales.[8] Tras finalizar su trayectoria en la Plana Mayor del Servicio de Estudios Históricos de la Guardia Civil, Don Antonio acabó en la Comisión de Servicio del Ministerio del Interior.
- Carmen. Es la segunda hija de Eloy y Mercedes nacida en 1983, casada con su marido originario de San Felíu de Guixols del que nace Roger, de dos años de edad.

## Espacio de la obra

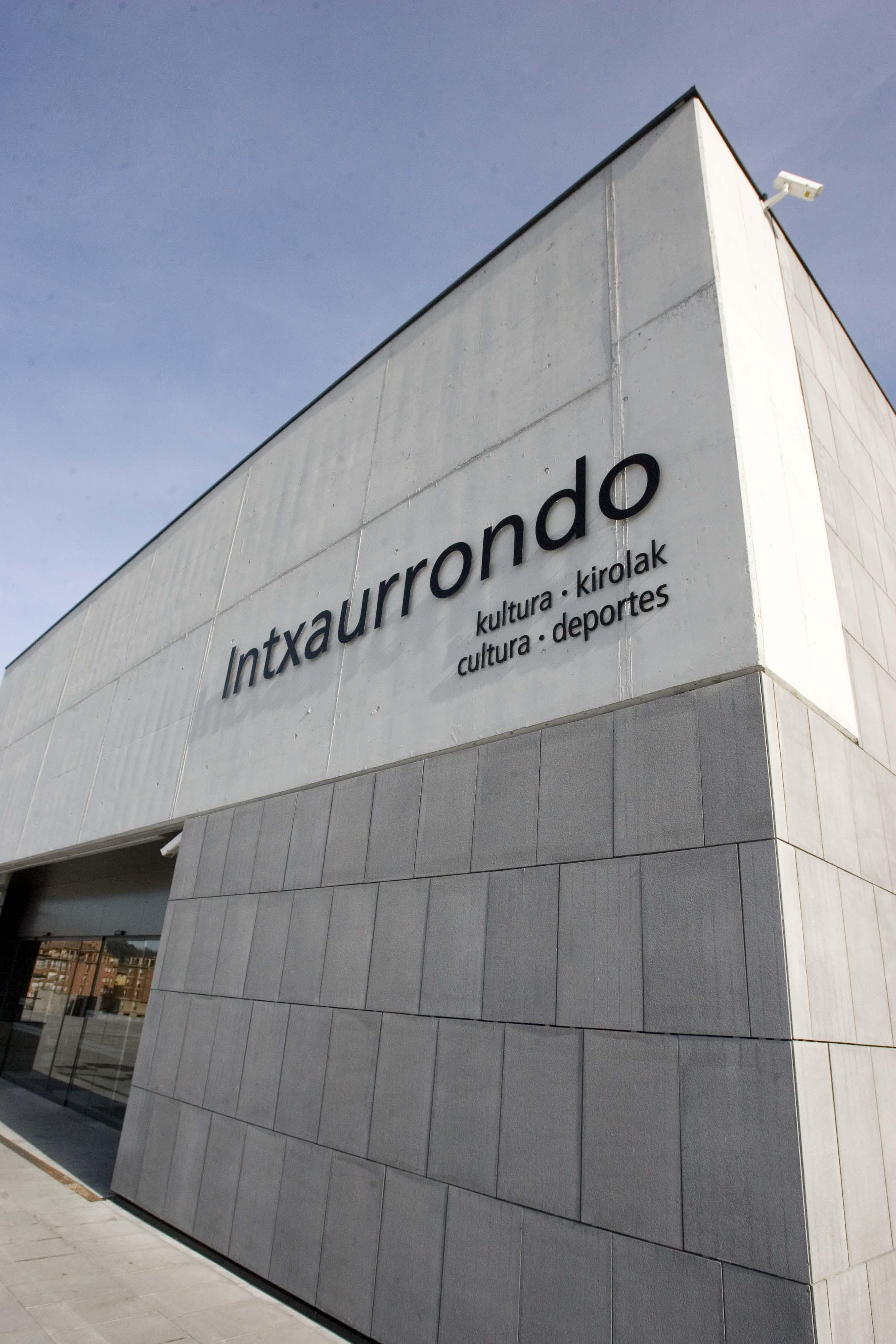
El Cuartel de Intxaurrondo (San Sebastián) remodelado en el año 2009 durante el gobierno de Jose Luis Rodríguez Zapatero.

La obra se desarrolla entre las ciudades de Madrid y San Sebastián, donde Eloy se traslada al Cuartel de Intxaurrondo,  sede de la Comandancia de la Guardia Civil en Guipúzcoa y centro de la lucha contra el grupo terrorista ETA, por ello le denominan Fort Apache, en relación con la película. Otro de los lugares donde se desarrolla la obra es el hostal La Bella Neskita, el lugar que regenta Begoña, situado en el barrio de Amara y donde se alojará Eloy bajo la identidad de un perito industrial contratado por una empresa de mantenimiento de telefonía.  

## Características de la obra
- Personajes. La novela narra los hechos en base a una serie de personajes de ficción y el autor cita a algunos personajes reales en relación con el contexto histórico de la obra como el expresidente del gobierno Leopoldo Calvo Sotelo, el exministro del interior José Barrionuevo, el obispo José María Setién o el coronel Enrique Rodríguez Galindo.[10]
- Narración. Los hechos se narran en tercera persona y primera persona mediante la técnica denominada monólogo interior, por la cual se presentan los pensamientos y reflexiones[11] de Eloy sobre situaciones que acontecen a lo largo de la obra. Existe un predominio de situar al lector en el contexto histórico de la época en base a una serie de hechos  como la llegada del Guernica para exponerlo en el Museo Reina Sofía de Madrid,  el golpe de Estado en el Congreso de los Diputados acontecido el 23 de febrero de 1981, la manifestación en favor de la libertad ocurrida el 27 de febrero de 1981 o el ingreso de España en la OTAN.[12] En la novela también se aborda  la descripción tanto de los personajes, sus vivencias y de los diferentes lugares en los que sucede la obra.
- Finalidad. Por un lado, la finalidad de la obra es la difusión de las vivencias y modus operandi de las fuerzas y cuerpos de seguridad del estado destinados en el País Vasco durante los peores años del terrorismo de ETA, de sus familiares y de la sociedad española, así como las consecuencias físicas y psicológicas que sufrían como el Síndrome del Norte.[13] Otra finalidad de la obra es reflejar el punto de vista del autor[14] en cuanto a su desempeño en los cargos de director general de seguridad,[15] subsecretario del Ministerio del Interior y secretario de estado para la seguridad durante el primer gobierno de Felipe González.
- Estructura. La novela sigue la estructura in medias res en la que se comienza con un suceso y a lo largo de los capítulos se desarrollan una serie de hechos para que el lector comprenda la causa del suceso contado al principio de la obra. La novela se divide en una primera parte en la que se presentan a los personajes durante los primeros años de Democracia y peores años del terrorismo de ETA y en la segunda parte, se aborda el paso del tiempo por los personajes,  el asentamiento de la democracia en el país, la llegada de otro gobierno que sigue haciendo frente a la actividad[16] del grupo terrorista y todos los detalles para entender el suceso contado al principio de la novela.[17]

## Adaptación televisiva
En 2016, Mediaset España estrena la adaptación televisiva de la novela en formato de miniserie de dos capítulos junto a los especiales "Los años de Plomo" y "Maldito destino".

### Reparto
| Actor/Actriz          | Personaje                                     |
| --------------------- | --------------------------------------------- |
| Quim Gutiérrez        | Eloy                                          |
| Oona Chaplin          | Mercedes                                      |
| Aura Garrido          | Begoña                                        |
| Patxi Freytez         | Sargento Delgado                              |
| Ricardo Gómez         | Daniel †                                      |
| Patrick Criado        | Ander                                         |
| Luis Zahera           | Bermejo †                                     |
| Luis Bermejo          | Comandante y jefe del cuartel de Intxaurrondo |
| Cristina Plazas       | Ángela                                        |
| Teresa Hurtado de Ory | Teresa                                        |
| Eduardo Lloveras      | Carmelo                                       |
| Javier Hernández      | Cabo Quintana                                 |
| Mariano Venancio      | Padre de Eloy                                 |
| Christophe Miraval    | Inspector Patrick                             |
| Sara Vidorreta        | Carmen                                        |
| Joel Bosqued          | Cabo                                          |